# Konklave 1585
Das Konklave 1585 trat nach dem Tod von Papst Gregor XIII. († 10. April 1585) zusammen und tagte vom 21. bis zum 24. April 1585 in Rom. Es  dauerte nur drei Tage und wählte Sixtus V. zum Papst.

## Kardinalskollegium

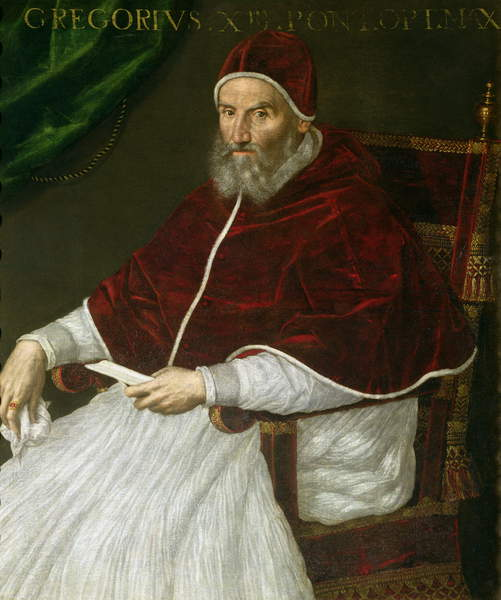
Gregor XIII.

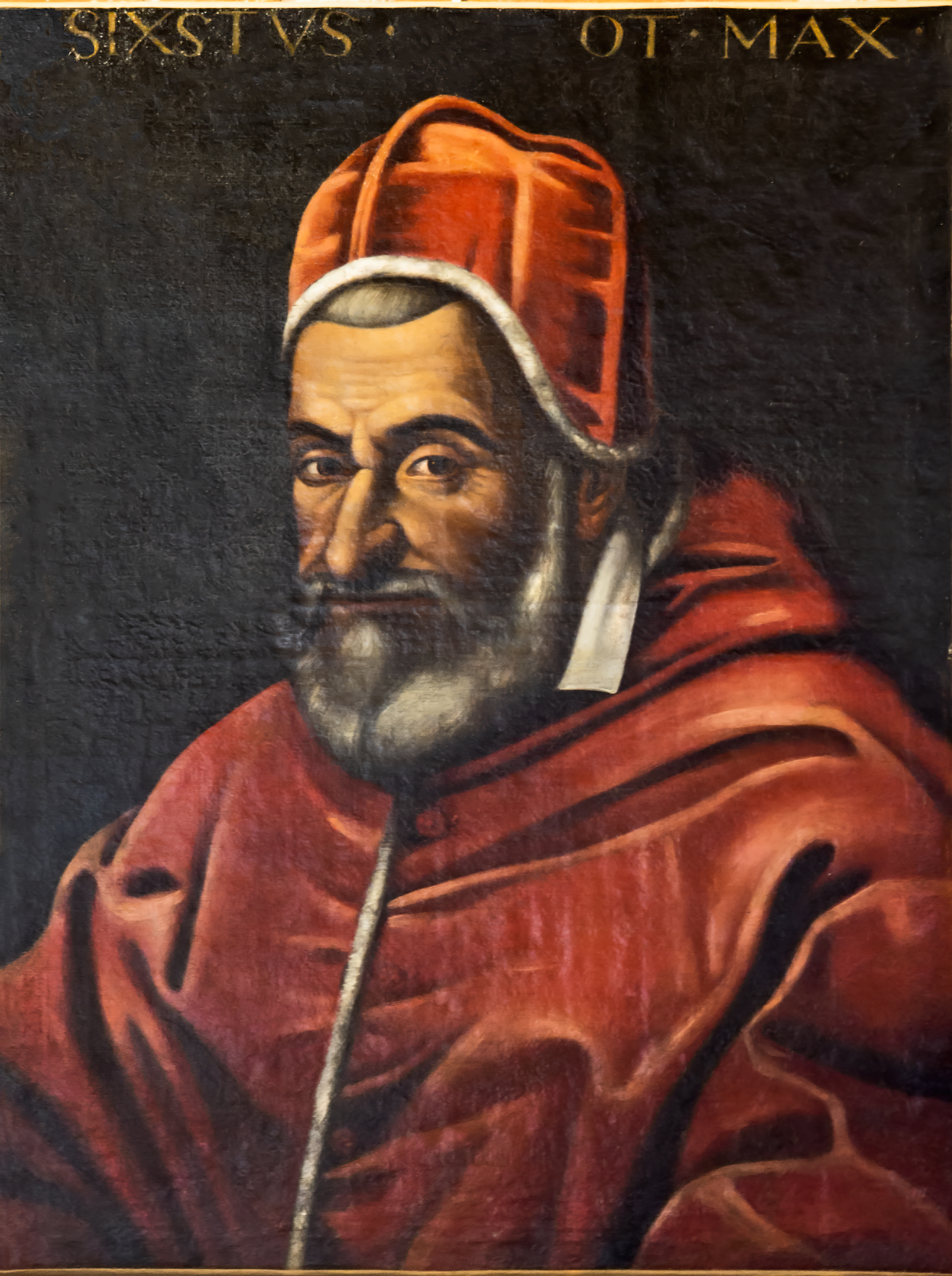
Sixtus V.

Als Papst Gregor XIII. starb, zählte das Kardinalskollegium 60 Mitglieder.

### Teilnehmer
Die 42 am Konklave teilnehmenden Kardinäle waren:
- Alessandro Farnese iuniore, Kardinalbischof von Ostia und Velletri, Kardinaldekan
- Giacomo Savelli, Kardinalvikar von Rom, Kardinalbischof von Porto und Santa Rufina, Kardinalsubdekan
- Giovanni Antonio Serbelloni, Kardinalbischof von Frascati
- Alfonso Gesualdo, Kardinalbischof von Albano
- Gianfrancesco Gambara, Kardinalbischof von Palestrina
- Girolamo Simoncelli
- Markus Sittikus von Hohenems, Bischof von Konstanz
- Luigi d’Este, Erzbischof von Auch
- Giovanni Ludovico Madruzzo
- Innico d’Avalos d’Aragona, O.S. Iacobis
- Ferdinando de’ Medici
- Marcantonio Colonna seniore
- Tolomeo Gallio
- Prospero Santacroce
- Guido Luca Ferrero
- Guglielmo Sirleto
- Gabriele Paleotti, Erzbischof von Bologna
- Michele Bonelli OP
- Antonio Carafa
- Giulio Antonio Santorio
- Pierdonato Cesi
- Charles d’Angennes de Rambouillet, Bischof von Le Mans
- Felice Peretti di Montalto OFMConv[Anm. 1]
- Girolamo Rusticucci
- Nicolas de Pellevé, Erzbischof von Sens
- Gian Girolamo Albani
- Filippo Boncompagni, Großpönitentiar
- Filippo Guastavillani, Camerlengo der Heiligen Römischen Kirche
- Andreas von Österreich, Bischof von Brixen
- Alessandro Riario, Titularpatriarch von Alexandria
- Pedro de Deza
- Giovanni Vincenzo Gonzaga O.S.Io.Hier.
- Giovanni Antonio Facchinetti de Nucce, Titularpatriarch von Jerusalem[Anm. 2]
- Giambattista Castagna, Legat in Bologna
- Alessandro Ottaviano de’ Medici, Erzbischof von Florenz[Anm. 3]
- Giulio Canani, Bischof von Adria
- Niccolò Sfondrati, Bischof von Cremona[Anm. 4]
- Antonmaria Salviati
- Filippo Spinola, Bischof von Nola
- Matthieu Cointerel, Apostolischer Datar
- Scipione Lancellotti
- Francesco Sforza

### Nicht am Konklave teilnehmende Kardinäle
Nicht am Konklave teilnehmen konnten die folgenden 18 Kardinäle:
- Antoine Perrenot de Granvelle, Erzbischof von Besançon und Kardinalbischof von Sabina
- Niccolò Caetani di Sermoneta
- Georges d’Armagnac, Administrator von Toulouse
- Charles de Bourbon-Vendôme, Erzbischof von Rouen
- Albrecht von Österreich
- Louis II. de Lorraine-Guise, Erzbischof von Reims
- Charles de Lorraine de Vaudémont, Administrator von Toul und Verdun
- Gaspar de Quiroga y Vela, Erzbischof von Toledo
- Rodrigo de Castro Osorio, Erzbischof von Sevilla
- François de Joyeuse, Erzbischof von Narbonne
- Michele Della Torre, Bischof von Ceneda
- Agostino Valier, Bischof von Verona
- Vincenzo Lauro, Bischof von Mondovi
- Alberto Bolognetti, Bischof von Massa Marittima
- Jerzy Radziwill, Bischof von Wilna
- Simeone Tagliavia d’Aragonia
- Charles de Bourbon de Vendôme, Koadjutorerzbischof von Rouen
- Andreas Báthory, Bischof von Ermland

### Kardinalserhebungen
Die im Konklave anwesenden Kardinäle wurden von folgenden Päpsten zum Kardinalat erhoben:
- 16 Kardinäle von Papst Gregor XIII.
- 9 Kardinäle von Papst Pius V.
- 14 Kardinäle von Papst Pius IV.
- 1 Kardinal von Papst Julius III.
- 2 Kardinäle von Papst Paul III.